# Championnats d'Europe de cyclisme sur piste 2019
Navigation
Glasgow 2018 Plovdiv 2020

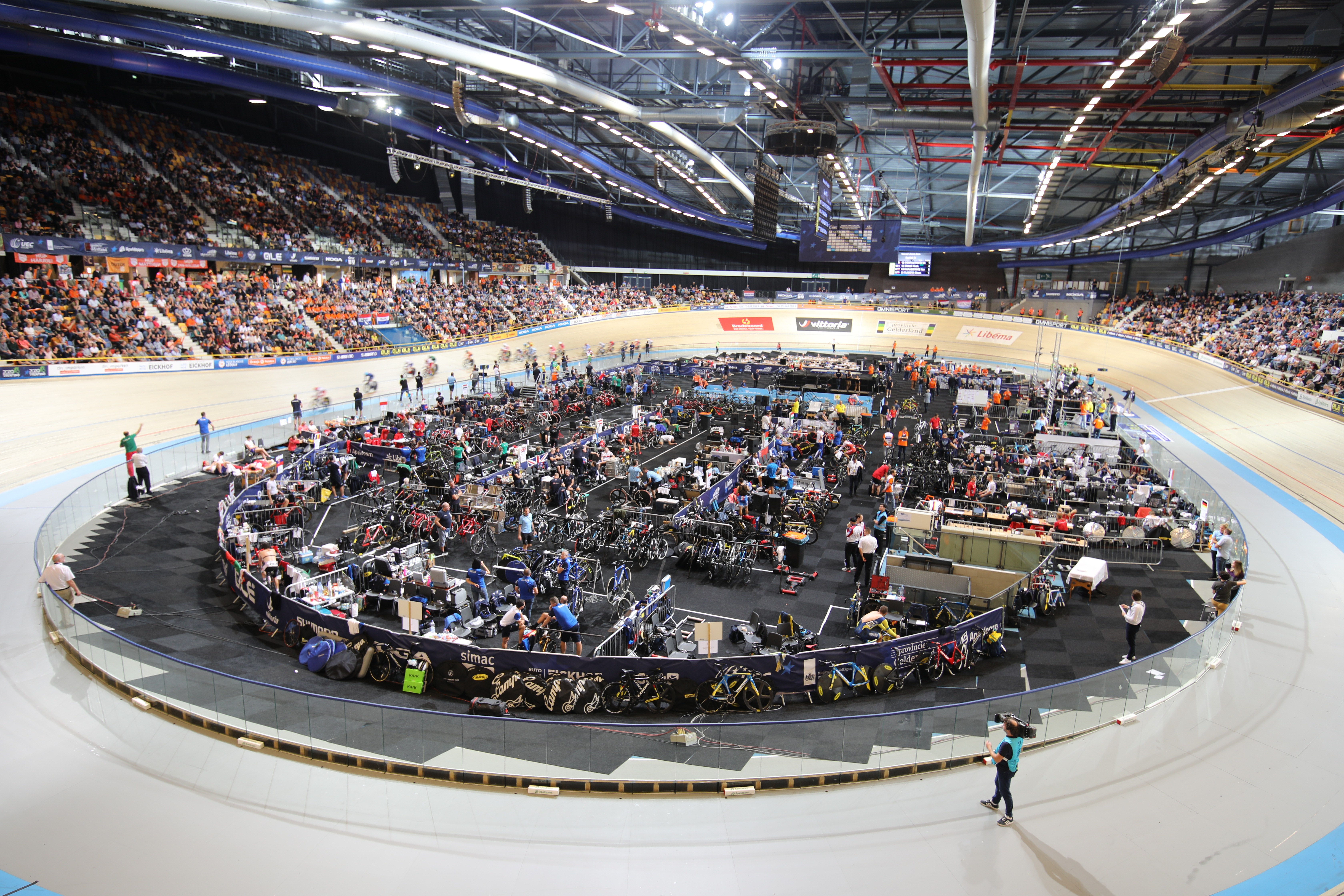
Vue de l'intérieur pendant le championnat d'Europe

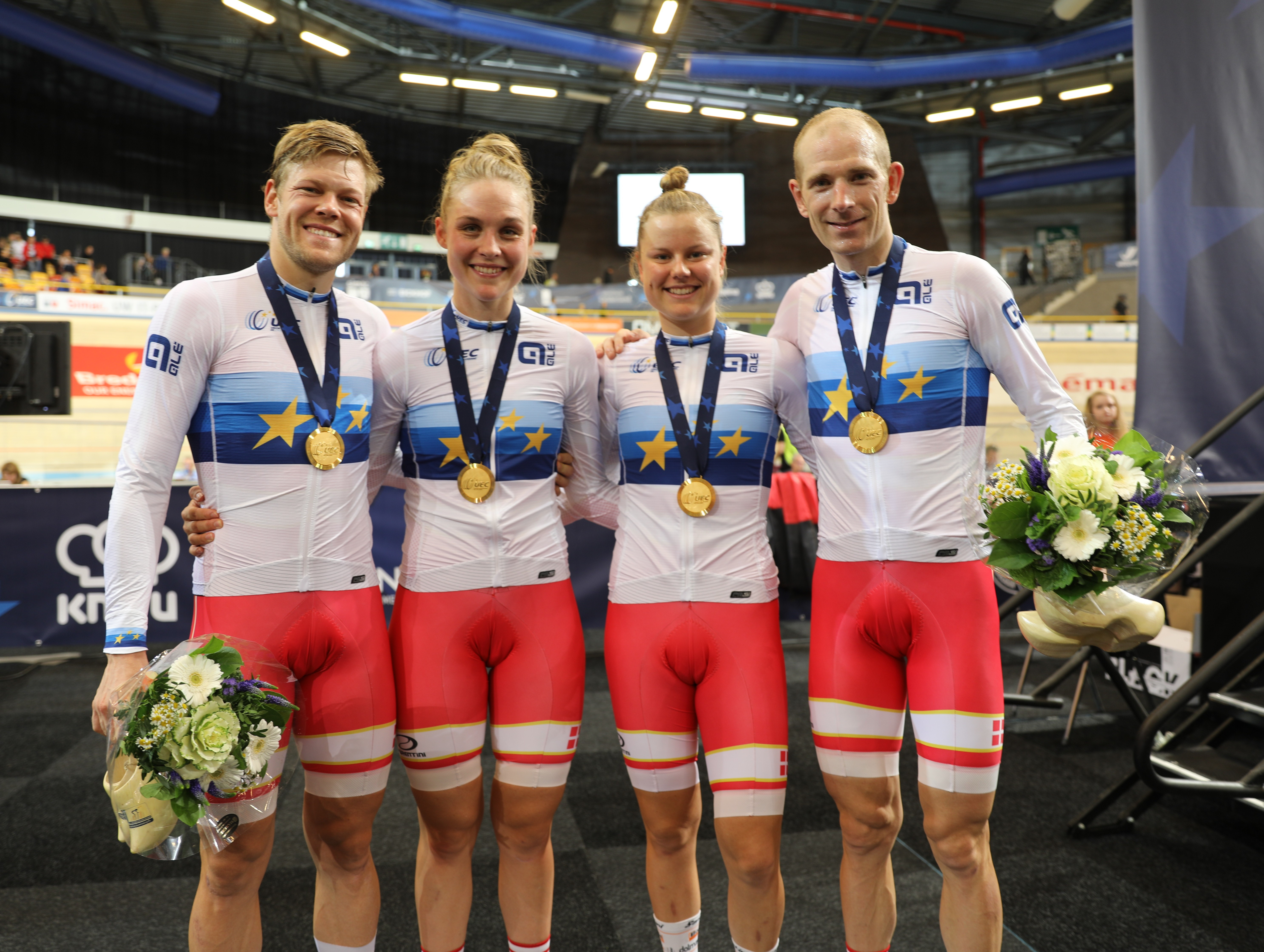
Les champions d'Europe de l'américaine (de g. à dr.) : Lasse Norman Hansen, Julie Leth, Amalie Dideriksen et Michael Mørkøv

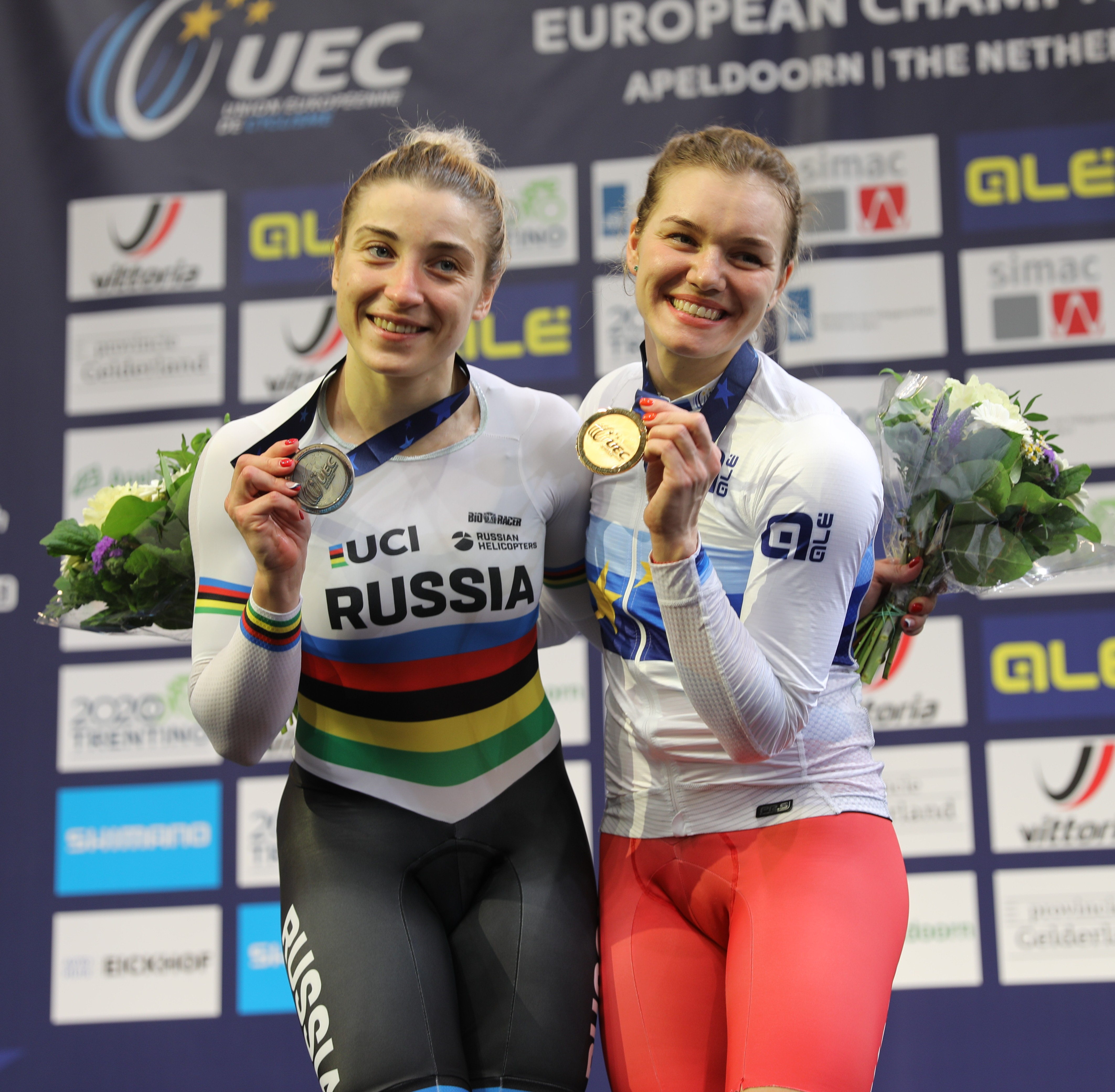
Les coureuses russes Daria Shmeleva (à g.) et Anastasiia Voinova ont encore dominé les épreuves de vitesse

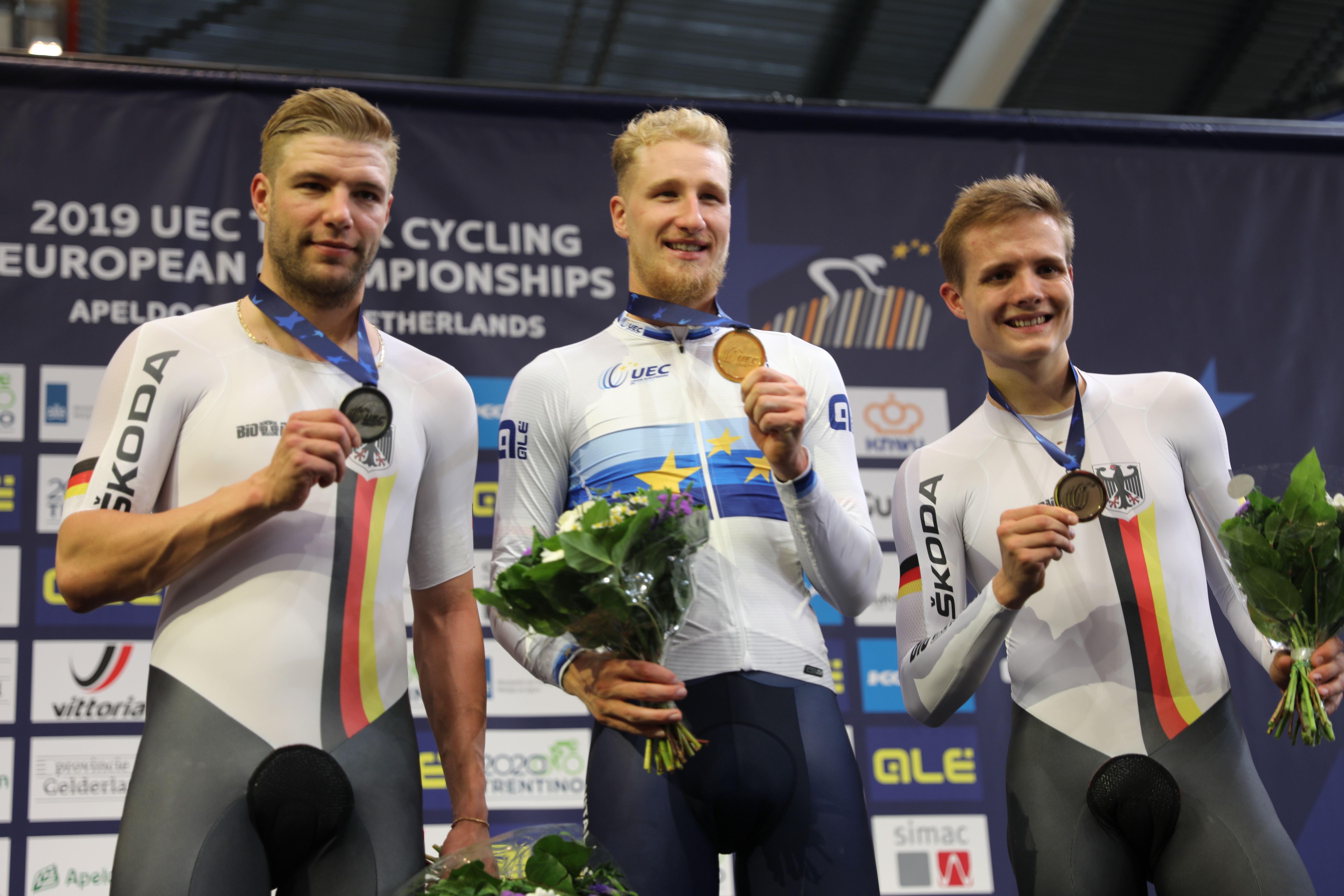
Le podium de la poursuite (de g. à dr.) : Domenic Weinstein, Corentin Ermenault et Felix Groß

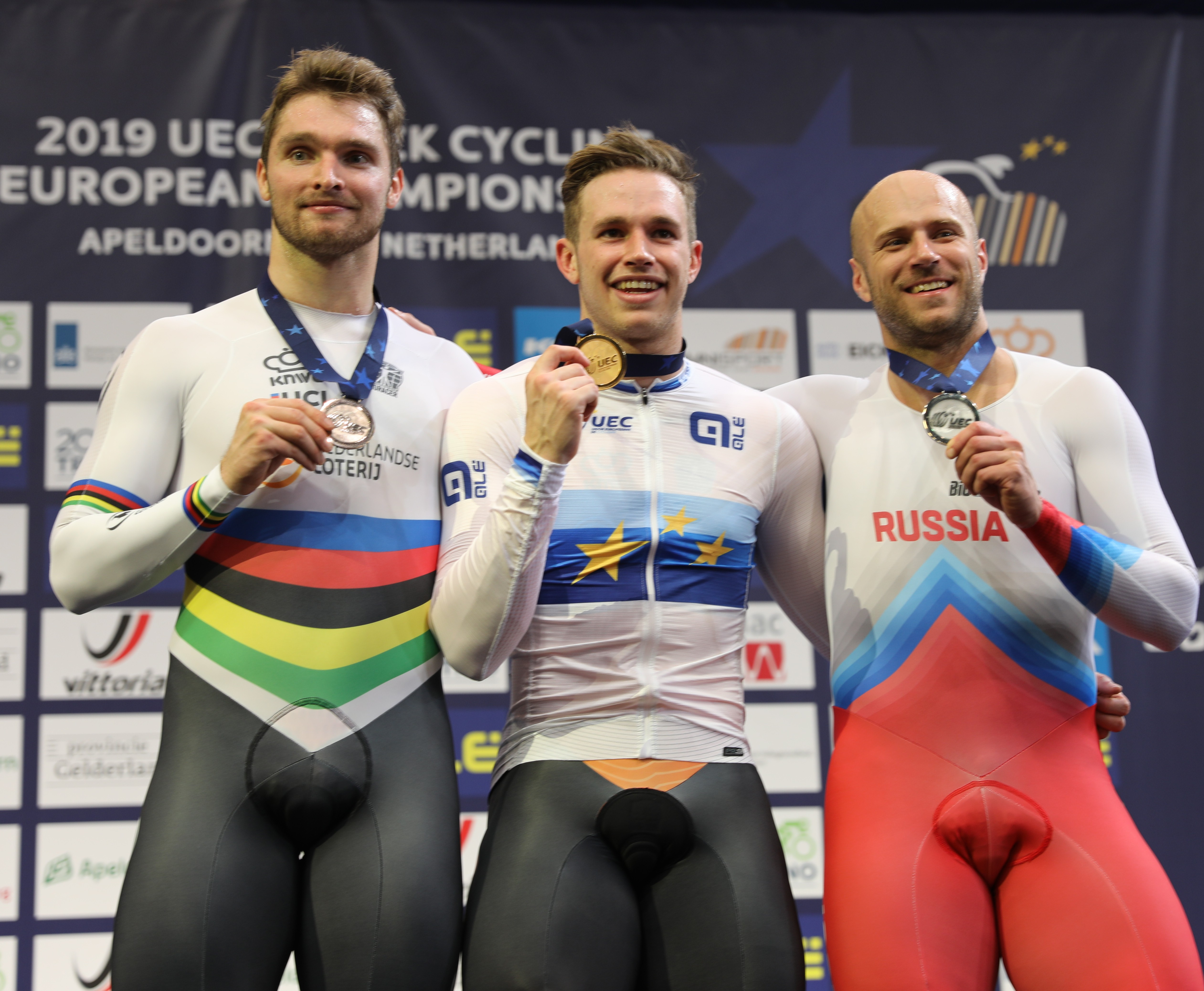
Le podium du keirin (de g. à dr.) : Matthijs Büchli, Harrie Lavreysen et Denis Dmitriev

Les championnats d'Europe de cyclisme sur piste 2019 ont lieu du 16 au 20 octobre 2019, au sein de l'Omnisport Apeldoorn aux Pays-Bas. Ils sont organisés par l'Union européenne de cyclisme.
Apeldoorn avait déjà accueilli les championnats d'Europe en 2011 et 2013.
Au total, 22 disciplines sont au programme, onze pour les hommes et les femmes. 315 coureurs de 26 pays participent aux compétitions qui font partie des qualifications pour les Jeux olympiques d'été de 2020.

## Programme
| Date                | Finales masculines                                | Finales féminines                                    |
| ------------------- | ------------------------------------------------- | ---------------------------------------------------- |
| Mercredi 16 octobre | Vitesse par équipes, course à l'élimination       | Vitesse par équipes, scratch                         |
| Jeudi 17 octobre    | Poursuite par équipes, scratch                    | Poursuite par équipes, course à l'élimination        |
| Vendredi 18 octobre | Vitesse individuelle, omnium                      | Vitesse individuelle, omnium, poursuite individuelle |
| Samedi 19 octobre   | Keirin, course aux points, poursuite individuelle | Keirin, course aux points                            |
| Dimanche 20 octobre | Kilomètre, course à l'américaine                  | 500 mètres, course à l'américaine                    |

## Résultats
- (q) signifie que le coureur n'a pas participé à la finale pour la médaille, mais à un tour qualificatif.

### Épreuves masculines
| Épreuves               | Or                                                                              | Or             | Argent                                                                                      | Argent         | Bronze                                                                       | Bronze         |
| ---------------------- | ------------------------------------------------------------------------------- | -------------- | ------------------------------------------------------------------------------------------- | -------------- | ---------------------------------------------------------------------------- | -------------- |
| Kilomètre              | Quentin Lafargue                                                                | 1 min 0 s 289  | Theo Bos                                                                                    | 1 min 0 s 409  | Michaël D'Almeida                                                            | 1 min 0 s 663  |
| Keirin                 | Harrie Lavreysen                                                                |                | Denis Dmitriev                                                                              |                | Matthijs Büchli                                                              |                |
| Vitesse individuelle   | Jeffrey Hoogland                                                                |                | Harrie Lavreysen                                                                            |                | Mateusz Rudyk                                                                |                |
| Vitesse par équipes    | Pays-Bas Jeffrey Hoogland Harrie Lavreysen Roy van den Berg Matthijs Büchli (q) | 42.151         | Grande-Bretagne Jack Carlin Jason Kenny Ryan Owens                                          | 42.822         | France Grégory Baugé Quentin Lafargue Sébastien Vigier Melvin Landerneau (q) | 43.206         |
| Poursuite individuelle | Corentin Ermenault                                                              | 4 min 14 s 358 | Domenic Weinstein                                                                           | 4 min 15 s 918 | Felix Groß                                                                   | 4 min 13 s 240 |
| Poursuite par équipes  | Danemark Lasse Norman Hansen Julius Johansen Frederik Madsen Rasmus Pedersen    | 3 min 49 s 113 | Italie Filippo Ganna Francesco Lamon Davide Plebani Michele Scartezzini Simone Consonni (q) | 3 min 54 s 117 | Grande-Bretagne Edward Clancy Ethan Hayter Charlie Tanfield Oliver Wood      | 3 min 51 s 428 |
| Course aux points      | Bryan Coquard                                                                   | 98 pts         | Jan-Willem van Schip                                                                        | 93 pts         | Michele Scartezzini                                                          | 88 pts         |
| Américaine             | Danemark Lasse Norman Hansen Michael Mørkøv                                     | 52 pts         | Pays-Bas Yoeri Havik Jan-Willem van Schip                                                   | 37 pts         | Allemagne Maximilian Beyer Theo Reinhardt                                    | 37 pts         |
| Scratch                | Sebastián Mora                                                                  |                | Chrístos Volikákis                                                                          |                | Wim Stroetinga                                                               |                |
| Omnium                 | Benjamin Thomas                                                                 | 173 pts        | Lasse Norman Hansen                                                                         | 162 pts        | Oliver Wood                                                                  | 149 pts        |
| Course à l'élimination | Elia Viviani                                                                    |                | Bryan Coquard                                                                               |                | Filip Prokopyszyn                                                            |                |

### Épreuves féminines
| Épreuves               | Or                                                                                         | Or             | Argent                                                                             | Argent         | Bronze                                                                                      | Bronze         |
| ---------------------- | ------------------------------------------------------------------------------------------ | -------------- | ---------------------------------------------------------------------------------- | -------------- | ------------------------------------------------------------------------------------------- | -------------- |
| 500 mètres             | Anastasiia Voinova                                                                         | 33 s 005       | Daria Shmeleva                                                                     | 33 s 057       | Olena Starikova                                                                             | 33 s 328       |
| Keirin                 | Mathilde Gros                                                                              |                | Lea Sophie Friedrich                                                               |                | Daria Shmeleva                                                                              |                |
| Vitesse individuelle   | Anastasiia Voinova                                                                         |                | Olena Starikova                                                                    |                | Lea Sophie Friedrich                                                                        |                |
| Vitesse par équipes    | Russie Anastasiia Voinova Daria Shmeleva Ekaterina Rogovaya (q)                            | 32.496         | Allemagne Lea Sophie Friedrich Emma Hinze                                          | 33.179         | Pays-Bas Kyra Lamberink Shanne Braspennincx Steffie van der Peet (q)                        | 33.023         |
| Poursuite individuelle | Franziska Brauße                                                                           | 3 min 25 s 002 | Lisa Brennauer                                                                     | 3 min 26 s 190 | Katie Archibald                                                                             | 3 min 31 s 602 |
| Poursuite par équipes  | Grande-Bretagne Katie Archibald Eleanor Dickinson Neah Evans Laura Kenny Elinor Barker (q) | 4 min 13 s 828 | Allemagne Franziska Brauße Lisa Brennauer Lisa Klein Gudrun Stock Mieke Kröger (q) | 4 min 16 s 789 | Italie Martina Alzini Elisa Balsamo Vittoria Guazzini Letizia Paternoster Marta Cavalli (q) | 4 min 17 s 610 |
| Course aux points      | Maria Giulia Confalonieri                                                                  | 46 pts         | Tatsiana Sharakova                                                                 | 44 pts         | Ganna Solovei                                                                               | 38 pts         |
| Américaine             | Danemark Amalie Dideriksen Julie Leth                                                      | 33 pts         | Royaume-Uni Katie Archibald Laura Kenny                                            | 31 pts         | Pays-Bas Amy Pieters Kirsten Wild                                                           | 23 pts         |
| Scratch                | Emily Nelson                                                                               |                | Shannon McCurley                                                                   |                | Maria Martins                                                                               |                |
| Omnium                 | Kirsten Wild                                                                               | 116 pts        | Laura Kenny                                                                        | 114 pts        | Tatsiana Sharakova                                                                          | 112 pts        |
| Course à l'élimination | Kirsten Wild                                                                               |                | Emily Nelson                                                                       |                | Nikol Płosaj                                                                                |                |

## Résultats détaillés

### Hommes

#### Kilomètre
- Finale[4]

| Pos                | Nom                | Pays      | Temps    | Écart  | Notes |
| ------------------ | ------------------ | --------- | -------- | ------ | ----- |
| Médaille d'or      | Quentin Lafargue   | France    | 1:00.289 |        |       |
| Médaille d'argent  | Theo Bos           | Pays-Bas  | 1:00.409 | +0.120 |       |
| Médaille de bronze | Michaël D'Almeida  | France    | 1:00.663 | +0.374 |       |
| 4                  | Sam Ligtlee        | Pays-Bas  | 1:00.701 | +0.412 |       |
| 5                  | Marc Jurczyk       | Allemagne | 1:00.733 | +0.444 |       |
| 6                  | Tomáš Bábek        | Tchéquie  | 1:00.745 | +0.456 |       |
| 7                  | Krzysztof Maksel   | Pologne   | 1:00.755 | +0.466 |       |
| 8                  | Pavel Yakushevskiy | Russie    | 1:01.759 | +1.470 |       |

#### Keirin
- Finale[8]

| Pos                | Nom              | Pays     | Notes |
| ------------------ | ---------------- | -------- | ----- |
| Médaille d'or      | Harrie Lavreysen | Pays-Bas |       |
| Médaille d'argent  | Denis Dmitriev   | Russie   |       |
| Médaille de bronze | Matthijs Büchli  | Pays-Bas |       |
| 4                  | Tomáš Bábek      | Tchéquie |       |
| 5                  | Sébastien Vigier | France   |       |
| 6                  | Rayan Helal      | France   |       |

- Petite finale

| Pos | Nom              | Pays            | Notes |
| --- | ---------------- | --------------- | ----- |
| 7   | Jason Kenny      | Grande-Bretagne |       |
| 8   | Krzysztof Maksel | Pologne         |       |
| 9   | Maximilian Levy  | Allemagne       |       |
| 10  | Jack Carlin      | Grande-Bretagne |       |
| 11  | Juan Peralta     | Espagne         |       |
| 12  | Patryk Rajkowski | Pologne         |       |

#### Vitesse
- Finales

| Pos                              | Nom              | Pays     | 1re manche | 2e manche | 3e manche |
| -------------------------------- | ---------------- | -------- | ---------- | --------- | --------- |
| Match pour la médaille d'or      |                  |          |            |           |           |
| Médaille d'or                    | Jeffrey Hoogland | Pays-Bas | 9.683      | 9.702     |           |
| Médaille d'argent                | Harrie Lavreysen | Pays-Bas |            |           |           |
| Match pour la médaille de bronze |                  |          |            |           |           |
| Médaille de bronze               | Mateusz Rudyk    | Pologne  | 10.073     |           | 10.018    |
| 4                                | Denis Dmitriev   | Russie   |            | 10.009    |           |

#### Vitesse par équipes
- Finales[16]

| Pos                              | Nom                                                | Pays            | Temps  | Écart  | Notes |
| -------------------------------- | -------------------------------------------------- | --------------- | ------ | ------ | ----- |
| Match pour la médaille d'or      |                                                    |                 |        |        |       |
| Médaille d'or                    | Jeffrey Hoogland Harrie Lavreysen Roy van den Berg | Pays-Bas        | 42.151 |        |       |
| Médaille d'argent                | Jack Carlin Jason Kenny Ryan Owens                 | Grande-Bretagne | 42.822 | +0.671 |       |
| Match pour la médaille de bronze |                                                    |                 |        |        |       |
| Médaille de bronze               | Grégory Baugé Quentin Lafargue Sébastien Vigier    | France          | 43.206 |        |       |
| 4                                | Marc Jurczyk Eric Engler Maximilian Levy           | Allemagne       | 43.600 | +0.394 |       |

#### Poursuite individuelle
- Finales[18]

| Course pour la médaille d'or      |                    |           |          |        |  |
| Médaille d'or                     | Corentin Ermenault | France    | 4:14.358 |        |  |
| Médaille d'argent                 | Domenic Weinstein  | Allemagne | 4:15.918 | +1.560 |  |
| Course pour la médaille de bronze |                    |           |          |        |  |
| Médaille de bronze                | Felix Groß         | Allemagne | 4:13.240 |        |  |
| 4                                 | Stefan Bissegger   | Suisse    | 4:13.776 | +0.536 |  |

#### Poursuite par équipes
- Finales[21]

| Pos                              | Nom                                                                 | Pays            | Temps    | Écart  | Notes |
| -------------------------------- | ------------------------------------------------------------------- | --------------- | -------- | ------ | ----- |
| Match pour la médaille d'or      |                                                                     |                 |          |        |       |
| Médaille d'or                    | Lasse Norman Hansen Julius Johansen Frederik Madsen Rasmus Pedersen | Danemark        | 3:49.113 |        |       |
| Médaille d'argent                | Michele Scartezzini Filippo Ganna Francesco Lamon Davide Plebani    | Italie          | 3:54.117 | +5.004 |       |
| Match pour la médaille de bronze |                                                                     |                 |          |        |       |
| Médaille de bronze               | Ed Clancy Ethan Hayter Charlie Tanfield Oliver Wood                 | Grande-Bretagne | 3:51.428 |        |       |
| 4                                | Stefan Bissegger Claudio Imhof Valère Thiébaud Cyrille Thièry       | Suisse          | 3:54.278 | +2.850 |       |

#### Course aux points
| Pos                | Nom                  | Pays            | Points au tour | Points au sprint | Ordre à l'arrivée | Total   |
| ------------------ | -------------------- | --------------- | -------------- | ---------------- | ----------------- | ------- |
| Médaille d'or      | Bryan Coquard        | France          | 80             | 18               | 2                 | 98      |
| Médaille d'argent  | Jan-Willem van Schip | Pays-Bas        | 60             | 33               | 3                 | 93      |
| Médaille de bronze | Michele Scartezzini  | Italie          | 80             | 8                | 14                | 88      |
| 4                  | Christos Volikakis   | Grèce           | 60             | 25               | 4                 | 85      |
| 5                  | Ethan Hayter         | Grande-Bretagne | 60             | 16               | 13                | 76      |
| 6                  | Matias Malmberg      | Danemark        | 60             | 8                | 18                | 68      |
| 7                  | Vladislav Kulikov    | Russie          | 40             | 15               | 1                 | 55      |
| 8                  | César Martingil      | Portugal        | 40             | 13               | 7                 | 53      |
| 9                  | Cyrille Thièry       | Suisse          | 40             | 10               | 12                | 50      |
| 10                 | Mark Downey          | Irlande         | 40             | 8                | 15                | 48      |
| 11                 | Bartosz Rudyk        | Pologne         | 40             | 5                | 11                | 45      |
| 12                 | Gerben Thijssen      | Belgique        | 40             | 5                | 19                | 45      |
| 13                 | Óscar Pelegrí        | Espagne         | 20             | 13               | 5                 | 33      |
| 14                 | Daniel Crista        | Roumanie        | 20             | 5                | 8                 | 25      |
| 15                 | Viktor Filutás       | Hongrie         | 20             | 2                | 6                 | 22      |
| 16                 | Stefan Matzner       | Autriche        | 20             | 2                | 16                | 22      |
| 17                 | Raman Ramanau        | Biélorussie     | 20             | 1                | 9                 | 21      |
| 18                 | Nicolas Pietrula     | Tchéquie        | 20             |                  | 10                | 20      |
| 19                 | Vladiislav Shcherban | Ukraine         | 0              |                  | 17                | 0       |
|                    | Leon Rohde           | Allemagne       | 0              |                  | 22                | Abandon |
| Martin Chren       | Slovaquie            | –40             |                | 20               |                   | Abandon |
| Vitālijs Korņilovs | Lettonie             | –80             |                | 21               |                   | Abandon |

#### Américaine
| Pos                | Nom                                   | Pays            | Points au tour | Points au sprint | Ordre à l'arrivée | Total |
| ------------------ | ------------------------------------- | --------------- | -------------- | ---------------- | ----------------- | ----- |
| Médaille d'or      | Lasse Norman Hansen Michael Mørkøv    | Danemark        |                | 52               | 3                 | 52    |
| Médaille d'argent  | Yoeri Havik Jan-Willem van Schip      | Pays-Bas        |                | 37               | 1                 | 37    |
| Médaille de bronze | Maximilian Beyer Theo Reinhardt       | Allemagne       | 20             | 17               | 10                | 37    |
| 4                  | Morgan Kneisky Benjamin Thomas        | France          |                | 34               | 2                 | 34    |
| 5                  | Sebastián Mora Albert Torres          | Espagne         |                | 20               | 5                 | 20    |
| 6                  | Simone Consonni Elia Viviani          | Italie          |                | 18               | 4                 | 18    |
| 7                  | Robin Froidevaux Théry Schir          | Suisse          |                | 17               | 12                | 17    |
| 8                  | Matthew Walls Oliver Wood             | Grande-Bretagne |                | 13               | 13                | 13    |
| 9                  | Andreas Graf Andreas Müller           | Autriche        |                | 9                | 15                | 9     |
| 10                 | Szymon Krawczyk Daniel Staniszewski   | Pologne         |                | 2                | 11                | 2     |
| 11                 | Iúri Leitão Rui Oliveira              | Portugal        |                | 1                | 8                 | 1     |
| 12                 | Kenny De Ketele Robbe Ghys            | Belgique        |                | 1                | 14                | 1     |
| 13                 | Yauheni Karaliok Raman Tsishkou       | Biélorussie     |                | 0                | 16                | 0     |
| 14                 | Mark Downey Fintan Ryan               | Irlande         | –20            | 3                | 7                 | –17   |
| 15                 | Viktor Manakov Sergey Rostovtsev      | Russie          | –40            | 5                | 9                 | –35   |
| 16                 | Volodymyr Dzhus Vitaliy Hryniv        | Ukraine         | –40            | 2                | 6                 | –38   |
| 17                 | Daniel Babor Jan Kraus                | Tchéquie        | –60            | 0                | 17                | –60   |
| 18                 | Christos Volikakis Zafeiris Volikakis | Grèce           | –80            | 0                | 18                | –80   |

#### Scratch
| Pos                | Nom                   | Pays            | Tours   |
| ------------------ | --------------------- | --------------- | ------- |
| Médaille d'or      | Sebastián Mora        | Espagne         |         |
| Médaille d'argent  | Christos Volikakis    | Grèce           |         |
| Médaille de bronze | Wim Stroetinga        | Pays-Bas        |         |
| 4                  | Yauheni Karaliok      | Biélorussie     |         |
| 5                  | Matthew Walls         | Grande-Bretagne |         |
| 6                  | Bryan Coquard         | France          |         |
| 7                  | Simone Consonni       | Italie          |         |
| 8                  | Filip Prokopyszyn     | Pologne         |         |
| 9                  | Maximilian Beyer      | Allemagne       |         |
| 10                 | Sergey Rostovtsev     | Russie          |         |
| 11                 | Fabio Van den Bossche | Belgique        |         |
| 12                 | Felix English         | Irlande         |         |
| 13                 | Stefan Mastaller      | Autriche        |         |
| 14                 | Lukas Rüegg           | Suisse          |         |
| 15                 | Vitaliy Hryniv        | Ukraine         |         |
| 16                 | Matias Malmberg       | Danemark        |         |
| 17                 | Krisztián Lovassy     | Hongrie         |         |
| 18                 | Edgar Stepanyan       | Arménie         |         |
|                    | Iúri Leitão           | Portugal        | Abandon |
| Daniel Babor       | Tchéquie              |                 | Abandon |
| Vitālijs Korņilovs | Lettonie              |                 | Abandon |
| Martin Chren       | Slovaquie             |                 | Abandon |
| Daniel Crista      | Roumanie              |                 | Abandon |

#### Omnium
- Course aux points et classement final[28]

| Rang               | Nom                  | Pays            | Scratch | Tempo | Elim. | Sous-total | Points au tour | Points au sprint | Ordre à l'arrivée | Points total |
| ------------------ | -------------------- | --------------- | ------- | ----- | ----- | ---------- | -------------- | ---------------- | ----------------- | ------------ |
| Médaille d'or      | Benjamin Thomas      | France          | 38      | 40    | 38    | 116        | 40             | 17               | 4                 | 173          |
| Médaille d'argent  | Lasse Norman Hansen  | Danemark        | 34      | 38    | 26    | 98         | 40             | 24               | 1                 | 162          |
| Médaille de bronze | Oliver Wood          | Grande-Bretagne | 32      | 34    | 34    | 100        | 40             | 9                | 2                 | 149          |
| 4                  | Albert Torres        | Espagne         | 36      | 26    | 24    | 86         | 40             | 19               | 10                | 145          |
| 5                  | Jan-Willem van Schip | Pays-Bas        | 40      | 32    | 36    | 108        | 20             | 16               | 5                 | 144          |
| 6                  | Elia Viviani         | Italie          | 24      | 30    | 40    | 94         | 20             | 9                | 15                | 123          |
| 7                  | Christos Volikakis   | Grèce           | 14      | 36    | 32    | 82         | 20             | 10               | 6                 | 112          |
| 8                  | Lindsay De Vylder    | Belgique        | 30      | 20    | 18    | 68         | 20             | 1                | 13                | 89           |
| 9                  | Rui Oliveira         | Portugal        | 20      | 14    | 30    | 64         | 20             | 0                | 16                | 84           |
| 10                 | Raman Tsishkou       | Biélorussie     | 26      | 24    | 28    | 78         | 0              | 0                | 8                 | 78           |
| 11                 | Szymon Sajnok        | Pologne         | 28      | 28    | 22    | 78         | 0              | 0                | 11                | 78           |
| 12                 | Claudio Imhof        | Suisse          | 16      | 18    | 16    | 50         | 20             | 4                | 7                 | 74           |
| 13                 | Felix English        | Irlande         | 22      | 22    | 10    | 54         | 0              | 0                | 12                | 54           |
| 14                 | Maximilian Beyer     | Allemagne       | 18      | 6     | 20    | 44         | 0              | 2                | 9                 | 46           |
| 15                 | Artur Ershov         | Russie          | 6       | 16    | 14    | 36         | 0              | 0                | 19                | 36           |
| 16                 | Valentin Götzinger   | Autriche        | 12      | 10    | 12    | 34         | 0              | 1                | 14                | 35           |
| 17                 | Krisztián Lovassy    | Hongrie         | 10      | 12    | 2     | 24         | 0              | 9                | 3                 | 33           |
| 18                 | Roman Gladysh        | Ukraine         | 8       | 8     | 6     | 22         | 0              | 0                | 20                | 22           |
| 19                 | Nicolas Pietrula     | Tchéquie        | 4       | 4     | 8     | 16         | 0              | 0                | 18                | 16           |
| 20                 | Daniel Crista        | Roumanie        | –40     | 2     | 1     | –37        | –20            | 0                | 17                | –57          |
| 21                 | Lukáš Kubiš          | Slovaquie       | –40     | 1     | 4     | –35        | –60            | 0                | 21                | Abandon      |

#### Course à élimination
| Pos                | Nom                | Pays            |
| ------------------ | ------------------ | --------------- |
| Médaille d'or      | Elia Viviani       | Italie          |
| Médaille d'argent  | Bryan Coquard      | France          |
| Médaille de bronze | Filip Prokopyszyn  | Pologne         |
| 4                  | Matthew Walls      | Grande-Bretagne |
| 5                  | Rui Oliveira       | Portugal        |
| 6                  | Óscar Pelegrí      | Espagne         |
| 7                  | Daniel Babor       | Tchéquie        |
| 8                  | Lukas Rüegg        | Suisse          |
| 9                  | Sergey Rostovtsev  | Russie          |
| 10                 | Maximilian Beyer   | Allemagne       |
| 11                 | Stefan Matzner     | Autriche        |
| 12                 | Roman Gladysh      | Ukraine         |
| 13                 | Zafeiris Volikakis | Grèce           |
| 14                 | Roy Pieters        | Pays-Bas        |
| 15                 | Viktor Filutás     | Hongrie         |
| 16                 | Lukáš Kubiš        | Slovaquie       |
| 17                 | Raman Ramanau      | Biélorussie     |
| 18                 | Jules Hesters      | Belgique        |

### Femmes

#### 500 mètres
- Finale[31]

| Pos                | Nom                | Pays      | Temps  | Écart  | Notes |
| ------------------ | ------------------ | --------- | ------ | ------ | ----- |
| Médaille d'or      | Anastasiia Voinova | Russie    | 33.005 |        |       |
| Médaille d'argent  | Daria Shmeleva     | Russie    | 33.057 | +0.052 |       |
| Médaille de bronze | Olena Starikova    | Ukraine   | 33.328 | +0.323 |       |
| 4                  | Lea Friedrich      | Allemagne | 34.044 | +1.039 |       |
| 5                  | Urszula Łoś        | Pologne   | 34.067 | +1.062 |       |
| 6                  | Miriam Vece        | Italie    | 34.112 | +1.107 |       |
| 7                  | Kyra Lamberink     | Pays-Bas  | 34.160 | +1.155 |       |
| 8                  | Tania Calvo        | Espagne   | 34.581 | +1.576 |       |

#### Keirin
- Finale[35]

| Pos                | Nom                 | Pays      | Notes |
| ------------------ | ------------------- | --------- | ----- |
| Médaille d'or      | Mathilde Gros       | France    |       |
| Médaille d'argent  | Lea Friedrich       | Allemagne |       |
| Médaille de bronze | Daria Shmeleva      | Russie    |       |
| 4                  | Shanne Braspennincx | Pays-Bas  |       |
| 5                  | Nicky Degrendele    | Belgique  |       |
| 6                  | Anastasiia Voinova  | Russie    |       |

- Petite finale

| Pos | Nom                | Pays            | Notes |
| --- | ------------------ | --------------- | ----- |
| 7   | Simona Krupeckaitė | Lituanie        |       |
| 8   | Katy Marchant      | Grande-Bretagne |       |
| 9   | Miglė Marozaitė    | Lituanie        |       |
| 10  | Robyn Stewart      | Irlande         |       |
| 11  | Sophie Capewell    | Grande-Bretagne |       |
| 12  | Sára Kaňkovská     | Tchéquie        |       |

#### Vitesse
- Finales[41]

| Pos                              | Nom                | Pays      | 1re manche | 2e manche | 3e manche |
| -------------------------------- | ------------------ | --------- | ---------- | --------- | --------- |
| Match pour la médaille d'or      |                    |           |            |           |           |
| Médaille d'or                    | Anastasiia Voinova | Russie    | 11.159     | 10.913    |           |
| Médaille d'argent                | Olena Starikova    | Ukraine   |            |           |           |
| Match pour la médaille de bronze |                    |           |            |           |           |
| Médaille de bronze               | Lea Friedrich      | Allemagne | 11.308     | 11.235    |           |
| 4                                | Emma Hinze         | Allemagne |            |           |           |

#### Vitesse par équipes
- Finales[44]

| Pos                              | Nom                                | Pays      | Temps  | Écart  | Notes |
| -------------------------------- | ---------------------------------- | --------- | ------ | ------ | ----- |
| Match pour la médaille d'or      |                                    |           |        |        |       |
| Médaille d'or                    | Anastasiia Voinova Daria Shmeleva  | Russie    | 32.496 |        |       |
| Médaille d'argent                | Lea Friedrich Emma Hinze           | Allemagne | 33.179 | +0.683 |       |
| Match pour la médaille de bronze |                                    |           |        |        |       |
| Médaille de bronze               | Kyra Lamberink Shanne Braspennincx | Pays-Bas  | 33.023 |        |       |
| 4                                | Simona Krupeckaitė Miglė Marozaitė | Lituanie  | 33.370 | +0.347 |       |

#### Poursuite individuelle
- Finales[46]

| Course pour la médaille d'or      |                  |                 |          |        |  |
| Médaille d'or                     | Franziska Brauße | Allemagne       | 3:25.002 |        |  |
| Médaille d'argent                 | Lisa Brennauer   | Allemagne       | 3:26.190 | +1.188 |  |
| Course pour la médaille de bronze |                  |                 |          |        |  |
| Médaille de bronze                | Katie Archibald  | Grande-Bretagne | 3:31.602 |        |  |
| 4                                 | Kelly Murphy     | Irlande         | 3:32.925 | +1.323 |  |

#### Poursuite par équipes
- Finales[49]

| Pos                              | Nom                                                                | Pays            | Temps    | Écart  | Notes |
| -------------------------------- | ------------------------------------------------------------------ | --------------- | -------- | ------ | ----- |
| Match pour la médaille d'or      |                                                                    |                 |          |        |       |
| Médaille d'or                    | Katie Archibald Ellie Dickinson Neah Evans Laura Kenny             | Grande-Bretagne | 4:13.828 |        |       |
| Médaille d'argent                | Franziska Brauße Lisa Brennauer Lisa Klein Gudrun Stock            | Allemagne       | 4:16.789 | +2.961 |       |
| Match pour la médaille de bronze |                                                                    |                 |          |        |       |
| Médaille de bronze               | Elisa Balsamo Martina Alzini Vittoria Guazzini Letizia Paternoster | Italie          | 4:17.610 |        |       |
| 4                                | Valentine Fortin Clara Copponi Coralie Demay Marie Le Net          | France          | 4:22.118 | +4.508 |       |

#### Course aux points
| Pos                | Nom                       | Pays            | Points au tour | Points au sprint | Ordre à l'arrivée | Total |
| ------------------ | ------------------------- | --------------- | -------------- | ---------------- | ----------------- | ----- |
| Médaille d'or      | Maria Giulia Confalonieri | Italie          | 20             | 26               | 2                 | 46    |
| Médaille d'argent  | Tatsiana Sharakova        | Biélorussie     | 20             | 24               | 1                 | 44    |
| Médaille de bronze | Hanna Solovey             | Ukraine         | 20             | 18               | 3                 | 38    |
| 4                  | Coralie Demay             | France          | 20             | 8                | 5                 | 28    |
| 5                  | Maria Martins             | Portugal        | 20             | 7                | 9                 | 27    |
| 6                  | Diana Klimova             | Russie          | 20             | 6                | 21                | 26    |
| 7                  | Léna Mettraux             | Suisse          | 20             | 3                | 10                | 23    |
| 8                  | Trine Schmidt             | Danemark        | 20             |                  | 14                | 20    |
| 9                  | Neah Evans                | Grande-Bretagne |                | 14               | 4                 | 14    |
| 10                 | Anita Stenberg            | Norvège         |                | 4                | 6                 | 4     |
| 11                 | Karolina Karasiewicz      | Pologne         |                | 3                | 7                 | 3     |
| 12                 | Amy Pieters               | Pays-Bas        |                | 3                | 11                | 3     |
| 13                 | Alice Sharpe              | Irlande         |                | 3                | 18                | 3     |
| 14                 | Irene Usabiaga            | Espagne         |                |                  | 8                 | 0     |
| 15                 | Verena Eberhardt          | Autriche        |                |                  | 12                | 0     |
| 16                 | Jarmila Machačová         | Tchéquie        |                |                  | 13                | 0     |
| 17                 | Charlotte Becker          | Allemagne       |                |                  | 15                | 0     |
| 18                 | Johanna Kitti Borissza    | Hongrie         |                |                  | 16                | 0     |
| 19                 | Annelies Dom              | Belgique        |                |                  | 17                | 0     |
| 20                 | Tereza Medvedová          | Slovaquie       | –20            | 2                | 19                | –18   |
| 21                 | Viktorija Šumskytė        | Lituanie        | –60            |                  | 20                | –60   |

#### Américaine
| Pos                | Nom                                           | Pays            | Points au tour | Points au sprint | Ordre à l'arrivée | Total |
| ------------------ | --------------------------------------------- | --------------- | -------------- | ---------------- | ----------------- | ----- |
| Médaille d'or      | Amalie Dideriksen Julie Leth                  | Danemark        |                | 33               | 2                 | 33    |
| Médaille d'argent  | Katie Archibald Laura Kenny                   | Grande-Bretagne |                | 31               | 1                 | 31    |
| Médaille de bronze | Amy Pieters Kirsten Wild                      | Pays-Bas        |                | 23               | 4                 | 23    |
| 4                  | Maria Giulia Confalonieri Letizia Paternoster | Italie          |                | 18               | 3                 | 18    |
| 5                  | Clara Copponi Marie Le Net                    | France          |                | 12               | 6                 | 12    |
| 6                  | Daria Pikulik Wiktoria Pikulik                | Pologne         |                | 8                | 7                 | 8     |
| 7                  | Shari Bossuyt Lotte Kopecky                   | Belgique        |                | 7                | 12                | 7     |
| 8                  | Lydia Boylan Lydia Gurley                     | Irlande         |                | 5                | 8                 | 5     |
| 9                  | Aline Seitz Andrea Waldis                     | Suisse          |                | 3                | 5                 | 3     |
| 10                 | Franziska Brauße Lisa Klein                   | Allemagne       |                | 2                | 11                | 2     |
| 11                 | Oksana Kliachina Anna Nahirna                 | Ukraine         |                | 1                | 10                | 1     |
| 12                 | Tamara Dronova Maria Novolodskaya             | Russie          |                | 0                | 9                 | 0     |
| 13                 | Palina Pivavarava Ina Savenka                 | Biélorussie     |                | 0                | 13                | 0     |
| 14                 | Lucie Hochmann Kateřina Kohoutková            | Tchéquie        | –80            | 0                | 14                | –80   |

#### Scratch
| Pos                | Nom                    | Pays            | Tours |
| ------------------ | ---------------------- | --------------- | ----- |
| Médaille d'or      | Emily Nelson           | Grande-Bretagne |       |
| Médaille d'argent  | Shannon McCurley       | Irlande         |       |
| Médaille de bronze | Maria Martins          | Portugal        |       |
| 4                  | Ana Usabiaga           | Espagne         |       |
| 5                  | Lucja Pietrzak         | Pologne         |       |
| 6                  | Olivija Baleišytė      | Lituanie        |       |
| 7                  | Kirsten Wild           | Pays-Bas        |       |
| 8                  | Alžbeta Bačíková       | Slovaquie       |       |
| 9                  | Aline Seitz            | Suisse          |       |
| 10                 | Martina Fidanza        | Italie          |       |
| 11                 | Verena Eberhardt       | Autriche        |       |
| 12                 | Trine Schmidt          | Danemark        |       |
| 13                 | Viktoriya Bondar       | Ukraine         |       |
| 14                 | Victoire Berteau       | France          |       |
| 15                 | Evgenia Mudraya        | Russie          |       |
| 16                 | Gilke Croket           | Belgique        |       |
| 17                 | Anita Stenberg         | Norvège         |       |
| 18                 | Jarmila Machačová      | Tchéquie        |       |
| 19                 | Johanna Kitti Borissza | Hongrie         |       |
| 20                 | Hanna Tserakh          | Biélorussie     |       |
| 21                 | Charlotte Becker       | Allemagne       |       |

#### Omnium
- Course aux points et classement final[56]

| Rang               | Nom                    | Pays            | Scratch | Tempo | Elim. | Sous-total | Points au tour | Points au sprint | Ordre à l'arrivée | Points total |
| ------------------ | ---------------------- | --------------- | ------- | ----- | ----- | ---------- | -------------- | ---------------- | ----------------- | ------------ |
| Médaille d'or      | Kirsten Wild           | Pays-Bas        | 34      | 28    | 40    | 102        | 0              | 14               | 4                 | 116          |
| Médaille d'argent  | Laura Kenny            | Grande-Bretagne | 40      | 22    | 36    | 98         | 0              | 16               | 3                 | 114          |
| Médaille de bronze | Tatsiana Sharakova     | Biélorussie     | 10      | 38    | 28    | 76         | 20             | 16               | 1                 | 112          |
| 4                  | Daria Pikulik          | Pologne         | 28      | 30    | 34    | 92         | 0              | 14               | 8                 | 106          |
| 5                  | Letizia Paternoster    | Italie          | 38      | 20    | 38    | 96         | 0              | 8                | 17                | 104          |
| 6                  | Amalie Dideriksen      | Danemark        | 32      | 32    | 30    | 94         | 0              | 6                | 20                | 100          |
| 7                  | Clara Copponi          | France          | 36      | 36    | 20    | 92         | 0              | 5                | 6                 | 97           |
| 8                  | Maria Martins          | Portugal        | 26      | 14    | 32    | 72         | 20             | 3                | 11                | 95           |
| 9                  | Gudrun Stock           | Allemagne       | 22      | 40    | 26    | 88         | 0              | 1                | 12                | 89           |
| 10                 | Lotte Kopecky          | Belgique        | 20      | 18    | 24    | 62         | 20             | 5                | 13                | 87           |
| 11                 | Aline Seitz            | Suisse          | 24      | 16    | 18    | 58         | 20             | 3                | 5                 | 81           |
| 12                 | Tetyana Klimchenko     | Ukraine         | 8       | 34    | 16    | 58         | 0              | 6                | 2                 | 64           |
| 13                 | Verena Eberhardt       | Autriche        | 12      | 24    | 14    | 50         | 0              | 0                | 7                 | 50           |
| 14                 | Olivija Baleišytė      | Lituanie        | 16      | 26    | 8     | 50         | 0              | 0                | 16                | 50           |
| 15                 | Anita Stenberg         | Norvège         | 30      | 10    | 4     | 44         | 0              | 2                | 10                | 46           |
| 16                 | Lydia Boylan           | Irlande         | 14      | 12    | 12    | 38         | 0              | 0                | 14                | 38           |
| 17                 | Alžbeta Bačíková       | Slovaquie       | 2       | 4     | 22    | 30         | 0              | 0                | 18                | 30           |
| 18                 | Ana Usabiaga           | Espagne         | 2       | 6     | 2     | 12         | 0              | 0                | 9                 | 12           |
| 19                 | Johanna Kitti Borissza | Hongrie         | 4       | 8     | 6     | 12         | 0              | 0                | 19                | 12           |
| 20                 | Petra Ševčíková        | Tchéquie        | 18      | 2     | 10    | 32         | –60            | 0                | 15                | –28          |
|                    | Maria Rostovtseva      | Russie          | 6       | 1     | DSQ   | DSQ        |                |                  |                   | DSQ          |

#### Course à élimination
| Pos                | Nom                       | Pays            |
| ------------------ | ------------------------- | --------------- |
| Médaille d'or      | Kirsten Wild              | Pays-Bas        |
| Médaille d'argent  | Emily Nelson              | Grande-Bretagne |
| Médaille de bronze | Nikol Płosaj              | Pologne         |
| 4                  | Maria Giulia Confalonieri | Italie          |
| 5                  | Victoire Berteau          | France          |
| 6                  | Kseniia Fedotova          | Ukraine         |
| 7                  | Maria Martins             | Portugal        |
| 8                  | Irene Usabiaga            | Espagne         |
| 9                  | Palina Pivavarava         | Biélorussie     |
| 10                 | Shannon McCurley          | Irlande         |
| 11                 | Evgenia Mudraya           | Russie          |
| 12                 | Johanna Kitti Borissza    | Hongrie         |
| 13                 | Trine Schmidt             | Danemark        |
| 14                 | Tereza Medvedová          | Slovaquie       |
| 15                 | Viktorija Šumskytė        | Lituanie        |
| 16                 | Lucie Hochmann            | Tchéquie        |
| 17                 | Andrea Waldis             | Suisse          |
| 18                 | Gilke Croket              | Belgique        |

## Tableau des médailles
- Pays organisateur (Pays-Bas)

| Rang  | Nation          | Or | Argent | Bronze | Total |
| ----- | --------------- | -- | ------ | ------ | ----- |
| 1     | Pays-Bas        | 5  | 4      | 4      | 13    |
| 2     | France          | 5  | 1      | 2      | 8     |
| 3     | Russie          | 3  | 2      | 1      | 6     |
| 4     | Danemark        | 3  | 1      | 0      | 4     |
| 5     | Grande-Bretagne | 2  | 4      | 3      | 9     |
| 6     | Italie          | 2  | 1      | 2      | 5     |
| 7     | Allemagne       | 1  | 5      | 3      | 9     |
| 8     | Espagne         | 1  | 0      | 0      | 1     |
| 9     | Ukraine         | 0  | 1      | 2      | 3     |
| 10    | Biélorussie     | 0  | 1      | 1      | 2     |
| 11    | Grèce           | 0  | 1      | 0      | 1     |
| 11    | Irlande         | 0  | 1      | 0      | 1     |
| 13    | Pologne         | 0  | 0      | 3      | 3     |
| 14    | Portugal        | 0  | 0      | 1      | 1     |
| Total | Total           | 22 | 22     | 22     | 66    |

## Diffuseurs
La liste des diffuseurs est la suivante :
- Belgique : Sporza, Canvas, Ketnet et Één
- Danemark : TV2 Play
- France : France TV
- Pays-Bas :  Eurosport 1, Eurosport 2 et NPO 1
- Pologne : TVP Sport
- Pan Europe[59] : Eurosport player et Eurosport 2